# Amarant (Film)
Amarant ist ein deutsches Stummfilmmelodram aus dem Jahre 1916 mit Aud Egede Nissen und Nils Chrisander in den Hauptrollen.

## Handlung
Alfred Lenz arbeitet als Kunstmaler und wird eines Tages auf das Schloss des Grafen Friedheim zur Restaurierung wertvoller alter Meister gerufen. Dort lernt er auch dessen schöne, junge Frau kennen. Rasch ist sein Herz entflammt. Als der Maler Modellstudien anfertigen will, sucht er sich dafür ein Modell, das er in der jungen Zigeunerin Amarant findet. Das Mädchen verliebt sich Hals über Kopf in Alfred und sieht in der Gräfin, der Alfreds Liebe gilt, starke Konkurrenz. Amarant greift zu einer List. Während Alfred noch in seinen Tagträumen der Liebe zur Gräfin nachhängt, entwendet sie Kleider der Gräfin und legt sie sich an. Lenz erkennt nicht sofort, wer sich ihm in der Dunkelheit seinem Schlafgemach nähert, doch eine Frauenstimme sagt ihm, dass er mit ihr fliehen solle. Tatsächlich hält er Amarant für die Gräfin und macht sich noch in derselben Nacht auf, mit ihr das Schloss zu verlassen. Beide fliehen zunächst in seine Wohnung, wo der Maler nun endlich erkennt, wen er da „entführt“ hat. Wütend wirft er die manipulative Zigeunerin aus seinem Domizil wieder heraus. Amarant gibt jedoch nicht auf, im Bemühen, Alfreds Herz zu gewinnen.
Alfred widmet sich nunmehr ganz seiner künstlerischen Arbeit und malt ein Madonnengemälde. Als Graf und Gräfin Friedheim den Maler in seinem Atelier besuchen, sind sie sofort von seinem Kunstwerk begeistert und erwerben es. Amarant hat es geschafft, sich wieder in Alfreds Leben zurückzuschleichen und kann den Maler dazu überreden, den Verkauf rückgängig zu machen und die Madonna stattdessen in eine Kunstausstellung zu entsenden. Tatsächlich erzielt sein Gemälde einen enormen Verkaufspreis. Die Gräfin möchte dem Maler persönlich für seinen gelungenen Verkauf gratulieren und begibt sich aus diesem Anlass zu seiner Wohnung. Dabei wird sie von Amarant beobachtet. Rasend vor Eifersucht eilt die Zigeunerin zur Ausstellung, schneidet das Gemälde aus dem Rahmen und zerstört es. Dann läuft Amarant zu Alfreds Wohnung und ersticht sich dort.

## Produktionsnotizen
Amarant, oftmals auch unter Amaranth bzw. mit dem Untertitel Die Liebe einer Zigeunerin geführt, passierte die Filmzensur im Februar 1916 und wurde im Frühjahr desselben Jahres uraufgeführt. Der Film besaß drei Akte.

## Rezeption
„Die Tragödie eines Künstlers, dem die Rachsucht seiner eifersüchtigen Geliebten zum Verhängnisse wird.“